# L'Île carrément perdue
L'Île carrément perdue est une série de bande dessinée franco-belge créée par Sti au scénario et Luc Cromheecke au dessin et couleurs. Elle est parue pour la première fois en 2011 dans le no 3801 du journal Spirou  et est éditée aux éditions Kramiek pour la version française et aux éditions Strip2000 pour la version néerlandaise. Elle apparaît pour la dernière fois dans le Spirou n° 3976-3977 avec un récit de quatre planches intitulé L'Évasion.

## Synopsis
Cette série de gags en une planche ou d'histoires humoristiques en plusieurs planches raconte les aventures et la survie de personnages sur l'île face à des hordes de zombies ou encore des cannibales autochtones.

## Personnages
- Le naufragé : C'est le héros de la série, celui à qui il arrive tous les malheurs. C'est un personnage roux, barbu et vêtu seulement d'un pantalon déchiré. Il ne sait pas tirer à l'arc ni pêcher : il se nourrit donc exclusivement d'algues grillées. Dans les différentes histoires, il fera la rencontre d'un phacochère qui parle, d'un génie sortant d'une bouteille ou encore de zombies. Au départ ravi de trouver enfin une île, il regrettera vite sa décision face à l'accueil que lui réserve les cannibales autochtones...
- Kiki : Kiki est le chien du naufragé, l'accompagnant de partout et lui tenant bonne compagnie depuis le 1er jour de leur arrivée sur l'île.
- Le Capitaine Mac Intosh : Ce pirate humoriste et décalé, anciennement capitaine du navire "The Big Apple", a ouvert un bar dès son arrivée sur l'île dans lequel il ne vend que du grog.
- Les pirates : Ces pirates sont, contrairement à ce qu'on peut croire, de gros trouillards ! Ils se baladent sur leur bateau autour de l'île et il ne leur arrive que des mésaventures !

## Publications

### Albums
Français : 
- L'île carrément perdue - Tome 1 : Grog en stock - Sti & Luc Cromheecke - Éditions Kramiek - Paru le 18 juin 2014
- L'île carrément perdue - Tome 2 - Sti & Luc Cromheecke - Éditions Kramiek - Paru le 29 avril 2015

Néerlandais : 
- Het Godvrrgeten Eiland - Tome 1 - Sti & Luc Cromheecke - Éditions Strip2000 - Paru le 24 août 2013
- Het Godvrrgeten Eiland - Tome 2 - Sti & Luc Cromheecke - Éditions Strip2000 - Paru le 5 juin 2014

### Revues
La série paraît régulièrement dans Le Journal de Spirou pendant 4 ans, de 2011 à 2014. 

## Sources
- "Ile carrément perdue" dans le journal de Spirou sur le site bdoubliees.com
- (nl)